# アインシュテュルツェンデ・ノイバウテン

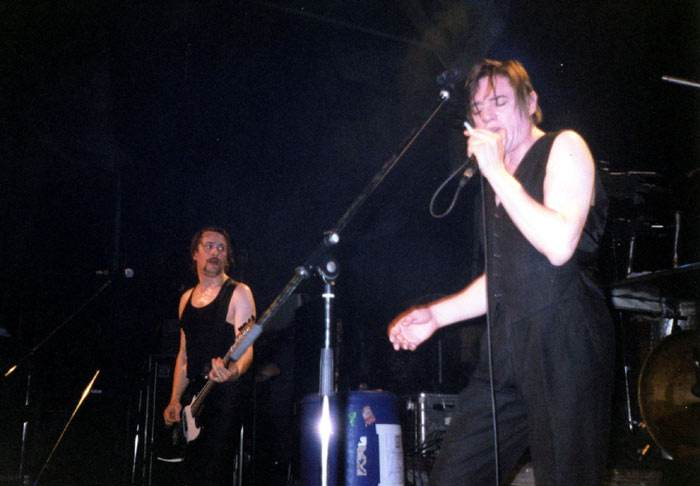
2000年のライブ

アインシュテュルツェンデ・ノイバウテン（Einstürzende Neubauten）は、ドイツの実験的バンド。インダストリアル・ミュージックやノイズミュージックの代表的存在である。1980年、西ベルリンでブリクサ・バーゲルトを中心に結成。
インダストリアルやエレクトロニカに分類されることも多いが、ノイバウテンの活動とサウンドはこういったカテゴリーと必ずしも一致しない。彼ら自身の感性で独自のスタイルを確立し、実験的音楽を作り続けているバンドと言える。
自作の楽器（スクラップの金属片や建設用機材から作られること多し）やノイズを通常の音楽機材と合わせて使うことが、このバンドのトレードマークの一つ。しかし、その自作楽器の始まりは、音楽性の追究の果てに得た物ではない。メタルパーカッション（鉄板を扱ったドラム）を使ったことが自作楽器演奏の始まりとされているが、「当時、アンドリュー（N.U. Unruh）が金が無くて勝手にドラムを売ってしまい、代わりに鉄板を扱った」という偶然から生まれた産物であるとブリクサは語っている。
結成当初のノイズミュージックから、近年のアルバム『Silence is Sexy』に見られるような静寂の音響まで、ノイバウテンは常に音に対する探求を続けている。

## バンド名
バンド名「アインシュテュルツェンデ・ノイバウテン」は、「崩れ落ちる新しき建築物」という意味。英語では「Collapsing new buildings」。直接的にはブリクサ・バーゲルトの学生時代の友人の呟きから引用された。
「ノイバウテン」という単語には、高層の集合団地のようなニュアンスもある。また、第二次大戦後の大規模な復興開発や西ドイツの建設ラッシュによる戦後期の建築物件も連想させる。

## 活動歴

### 1980年 (活動開始)
1980年4月1日、アインシュテュルツェンデ・ノイバウテンはベルリンのMoon Clubにて初のライブを行った。この日をもって、バンドの活動開始とされている。この年、戦後期の「新建築」であるベルリンのコングレスホールで崩落事故があり、バンド名はこれに対する言及でもある。当時のノイバウテンは、「Die Geniale Dilletanten（天才的ディレタント）」というダダイスト集団のライブ・セッションにすぎなかった。出演メンバーは、ベアテ・バルテル、グートルン・グート、ブリクサ・バーゲルト、N.U.ウンルー。このメンバーが後にアインシュテュルツェンデ・ノイバウテンの名前でレコーディングを行うことになる。バルテルとグートの女性陣2名は短期間参加したのみで、すぐに脱退し女性バンド「Mania D」を結成した。また、サウンド面をリードすることになるマルチ・インストゥルメンタリストのアレクサンダー・ハッケ（当時15歳）がノイバウテンに参加、長期にわたってメンバーとして活動していく。
結成当初から現在に至るまでノイバウテンの象徴となっている「一つ目人間」は、メキシコのトルテカ文明の遺跡の洞窟に描かれた壁画のものであり、ブリクサが1980年に書物から引用した。ノイバウテンのファンの中にはこの「一つ目人間」を刺青として彫っている者もあり、アメリカのロック・ミュージシャン、ヘンリー・ロリンズは左肩に大きくこの刺青を入れていることで有名である（リンク先のヘンリーの写真を参照）。

### 1981年-1982年
1981年、ハンブルクで活動していたバンドAbwärts、及びパレ・シャウムブルクの元メンバーであったF.M.アインハイトがパーカッション担当としてノイバウテンに参加し、最初のアルバム（LP）『コラプス（崩壊）(原題："Kollaps")』 を発表。荒っぽいパンク・チューンとインダストリアル・ノイズを混ぜ合わせた未知のサウンドを生み出す。金属板や自作楽器といった機材と、様々な電子音が使われていた。F.M.アインハイトが参加していた80年代のライブ・パフォーマンスは、金属板の打ち鳴らしや機材破壊の大音量で伝説と化している。
なお、当時の音楽性からノイバウテンはノイズ、インダストリアル・ミュージック（時折パンク）として分類されるが、今日に至るまでブリクサは「我々はプログレッシブ・ロックをやっている」と主張している。
最初のドイツ・ツアーで、マーク・チュン（Abwärtsの元ベーシスト）が参加。以後このラインナップが10年間続いていくことになる。

### 1983年-1984年
1983年、2枚目のアルバム『患者O.T.のスケッチ（原題："Zeichnungen des Patienten O. T."）』を発表。タイトルは、「O.T.」こと統合失調症の芸術家オズヴァルト・チルトナーのドローイングを紹介した、作家レオ・ナヴラティルの本の題名から名付けられた。同年、ブリクサはニック・ケイヴとミック・ハーヴェイのバンド、ザ・バースデー・パーティーに参加する。このバンドはすぐに解散したが、ニック・ケイヴらはニック・ケイヴ・アンド・ザ・バッド・シーズを結成した。ブリクサは2003年までノイバウテンとバッド・シーズの正規メンバーとして活動した。
1984年には未収録楽曲やミックス違いの曲を集めたコンピレーション・アルバム『"Strategies Against Architecture 80-83（対建築物戦略 80-83）" （独語題："Strategien gegen Architekturen 80-83"）』を発表した。
また、この年にはノイバウテンの版権を手がける音楽出版会社「Freibank」 が設立される。

### 1985年-1991年
1985年、『半分人間（原題："Halber Mensch"）』をリリース。曲の構成がより明確になり、断片的な言葉の叫びから詩的なメロディーまでもを行き来するブリクサの歌詞とヴォーカルが特徴的であった。
この年には初来日を果たしている。この際、主催者は公演会場を探すために全国紙で『廃墟求む』という広告を出し、ニュースで取り上げられるなど話題を呼んだ。諸事情により、結局公演は後楽園ホールと大映京都撮影所で行われた。
1986年からはカナダのバンクーバーを皮切りに3度目の北米ツアーを行う。バンクーバーでのライブは、ゲーテ・インスティトゥート（ドイツ文化センター）後援のもと、万博(EXPO’86)の公式演目として行われた。テスト・デパートメントやスキニー・パピーの出演も計画されていたが、一部の演奏は適わなかった。
一方、日本では石井聰亙監督による映画『半分人間 アインシュテュルツェンデ・ノイバウテン ("Halber Mensch")』が公開された。この1時間のドキュメント映画は1985年に来日した際に収録された廃工場でのライブ、舞踏家集団「白虎社」のパフォーマンスから構成されており、1985年の日本ツアーの様子が一部収められている。
続く2枚のアルバム、『上向地震波上五（原題："Fünf auf der nach oben offenen Richterskala"）』（1987年）と 『嘘の館（原題："Haus der Lüge"）』（1989年）はアメリカと日本で好セールスを収めた。特に『嘘の館』は、ロック色やメロディを強調した路線への転換期とも言える作品となった。
1989年には2度目の来日。浅草公園六区の浅草常盤座で行われた。
1991年、ハイナー・ミュラーの戯曲『ハムレットマシーン』のサウンドトラックを制作する。これまでパンク/インダストリアルスタイルで身を固めていたブリクサがコンサートにスーツ姿で登場するなど、バンドのイメージにも変化が見られた。
7月に3度目の来日もはたしている。同年には、2枚組の大作『"Strategies Against Architecture II"（対建築物戦略II）』を発表した。

### 1992年-1995年
1992年、ウィーン美術アカデミーの300周年記念祭にて、エーリッヒ・ヴォンダーの演目『"Das Auge des Taifun"（台風の目）』の中でパフォーマンスを披露。
1993年、『タブラ・ラサ（原題："Tabula Rasa"）』を発表。ノイバウテンの活動歴における重要なターニングポイントとなる。音楽はソフトになり、これまでより多くの電子音が採用されていった。この作品はアルバム1枚では完結せず、ミニアルバムである『Interim』と『Malediction（呪文）』の3枚で1つの作品という扱いであった。これにはコンセプト上の理由だけでなく、収録曲である『Die Interimsliebenden（時の間の愛し子たち）』と『Blume（花）』が関連している。
このアルバムからミュート・レコードに所属することとなり、レーベルから「アルバム収録曲においては、従来のドイツ語曲だけでなく英語の曲も作るように」と要請されたことを受け、『Die Interimsliebenden』については英語版である『The Interimlovers』を制作、『Blume』に関してはドイツ語版、英語版、フランス語版、日本語版の4バージョンを制作し、それぞれの国で内容が違うアルバムを流通させた。これによる差異を補完するために、2つのミニアルバムに別バージョンの楽曲を収録することで、アルバムを完成させた。
さらにこの年には4度目の来日を果たす。その際、来日記念として『Strategies Against Architecture 80-83』『Strategies Against Architecture II』『半分人間 アインシュテュルツェンデ・ノイバウテン』のビデオとKlaus Maeckの著書『Hor Mit Schmerzen, Listen with Pain』(1989) をベースにメンバーや石井聰亙のインタビューを収録した本をセットにした『対建築物戦略』が発売された。
マーク・チュンはFreibankの設立以降バンド活動と平行して音楽出版の仕事に関わっていたが、アーティスト活動よりも音楽出版に対する意欲の方が増したことからキャリアの変更を選択。『ファウストムジーク（原題："Faustmusik"）』のレコーディング後に脱退、Freibankのマネージャーとなった。マーク・チュンは1996年にソニー・ミュージックエンタテインメントの海外法人、Sony Music Internationalの上級副社長として移籍した後、2005年から再びFreibankに復帰している。
その後、バンドのサウンド面で大きな役割を果たしていたF.M.アインハイトが、『エンデ・ノイ（原題："Ende Neu"）』のレコーディング中に脱退。ブリクサとの衝突もあったといわれる（F.M.アインハイトは後日、ビデオ『リスン・ウィズ・ペイン（原題："Listen With Pain: 20 Years of Einstürzende Neubauten"）』の中のインタビューで、当時ブリクサとの間に方向性の違いが生じていたことを述べている)。F.M.アインハイトのノイバウテンでの最後のレコーディング曲は『Was ist ist（在るものは在り）』(アルバム『Strategies Against Architecture III』ブックレットより)であった。脱退後も、多くのアーティスト (Andreas Ammer、KMFDM、Gry、パン・ソニックなど) とコラボレーション活動を行っている。
なお、1995年に元ニック・ケイヴ・アンド・ザ・バッド・シーズのローランド・ヴォルフが加入したが、同年に交通事故で逝去。アルバム『エンデ・ノイ』の収録曲『Die Explosion im Festspielhaus（祝祭宮で爆発）』と『Der Schacht von Babel（バベルの竪穴）』のレコーディングメンバーとして名前を遺し、彼の死はアルバムのブックレットの解説にて触れられている。

### 1996年-1999年
1996年、アルバム『エンデ・ノイ（原題："Ende Neu"）』発表。ブリクサと、アレクサンダー・ハッケの当時の妻だったメレート・ベッカーのデュエット曲 『Stella Maris（ステラ・マリス）』がヒットした。アルバムリリース後には、ワールドツアーを実施。この間、ヨッヘン・アルベイトとルディ（ルドルフ）・モーザー（ともに元Die Hautメンバー）がノイバウテンに参加した。
1997年、『エンデ・ノイ・リミクシーズ（原題：Ende Neu Remixes）』発表。Barry Adamsonやパン・ソニックによるリミックスを収録。ただしこのアルバムはミュート・レコードの意向によって作られたものであり、ブリクサは好感を持っていなかった。ジョン・スペンサーなどの作品に対しては好意的な評価をしたものの、アレック・エンパイア（アタリ・ティーンエイジ・ライオット）のものに対しては容赦ない酷評をした。

### 2000年-2001年
2000年3月27日から5月23日にかけて、20周年記念ツアーを行う。20周年記念日当日の4月1日には、ウィーンのGasometerでライブ。ワールドツアーに続いて、アルバム『Silence Is Sexy』をリリースした。タイトル曲『Silence Is Sexy』は耳鳴りについての曲である。
2001年には、再び2枚組アルバムという容量となった『Strategies Against Architecture III』を発表。「Comedy of Errors（過ちの喜劇）」という副題がつけられた。
2001年からは、ノイバウテンのオフィシャル・サイトのウェブマスターでもあるエリン・ズゥ（Erin Zhu、のちのブリクサの妻) がプロデューサーとしてアルバムとウェブ関連のプロジェクトに参加。

### 2002年-2004年
2002年、ノイバウテンは、新装された公式サイト「neubauten.org」において、インターネットコミュニティーとパトロン制を組み合わせて「サポーター・プロジェクト」と呼ばれるStreet Performer Protocolを実践することで、レコードレーベルの力に頼らずに、サポーターの支援によるアルバム制作を開始した。約2000人のサポーターが35ドル（またはユーロ）を支払って、「Phase I」と呼ばれるアルバム制作工程をサポート。次回作のレコーディングやセッションの様子はインターネットを通じてサポーターにストリーミング配信された。2003年秋、サポーター限定のアルバム『Supporter Album #1』が完成している。なおこのアルバムの包装は段ボールにCDを直接入れたものであったため、CDが傷ついてしまったケースが相次いだことから後日再プレス、発送というハプニングが起きた。
2003年、ブリクサはノイバウテンと自身の活動に専念するため、ニック・ケイヴ・アンド・ザ・バッド・シーズを脱退。
2004年、サポーター限定アルバムの制作という理念に反して、ミュート・レコードで『Supporter Album #1』から数曲を差し替えたアルバム『Perpetuum Mobile』を発表。ツアーも行った。このアルバムでは、プラスチック・パイプと空気圧縮機を使って空気音を深く追求している。続いて行われた『Perpetuum Mobile』ツアーでは、サウンドエンジニアがツアーの様子を録音し、CDRに焼いた音源をコンサート会場で販売するという試みがなされた。このため、本ツアーの「オフィシャルの」ライブアルバムが数多く存在している。なお、このライブアルバムには音切れとエラーが非常に多い。
2004年4月1日、アメリカのドラマ『CSI:科学捜査班』のエピソードで、アルバム『Perpetuum Mobile』の収録曲『Ein Seltener Vogel』が使用される。
2004年にはミュート・レコードから初期シングル集である『Kalte Sterne -early recordings-』を発表。
さらに11月にミニツアーを実施。ベルリンの共和国宮殿でサポーター限定ライブを行う。この様子は、サポーター向けプロジェクトPhase IIの締めくくりとして、アルバム『Grundstück』と共にサポーター限定のDVDとしてリリースされた。なお、『Grundstück』は2018年にCDとして発売されている。

### 2005年-2010年
2005年初頭、サポーター向けとは別の新プロジェクト「Musterhaus」を開始。 neubauten.orgにて定期購入者を集った。Musterhausプロジェクトは「より実験的かつ冒険的な、従来の活動では取り上げられなかった試みをバンドにもたらす」意図があり、ノイズミュージック的な大音量の作品から、長年にわたってバンドで用いられてきた卓上のスプリング楽器「バス・スプリング」をメンバーが思い思いに使うもの、オーケストラとの競演やテープコラージュなど多岐に渡った。プロジェクト最初のアルバム『Anarchitektur』は2005年5月に発表され、以後およそ3ヶ月おきにアルバムを発表。2007年3月、8枚目のアルバム『Weingeister』の発表をもって終了した。これらのアルバムは基本的には定期購入でしか手に入らなかったが、のちにneubauten.orgの通信販売で販売されるようになった。
2006年2月10日、サポーター向けプロジェクトPhase IIIが始動。neubauten.orgの中に設けられたサポーター専用のページからMP3形式ないしWAVE形式の音楽ファイルをダウンロードするという方法をとった。このアルバム『Jewels』は15曲で構成されており、2006年3月15日発表の『Ich komme davon』を皮切りに、2007年8月15日の『I Kissed Glen Gould』まで、ほぼ毎月15日（ないし16日）に1曲ずつ追加されていった。『Jewels』のコンセプトはブリクサの見た夢を題材にしたものであり、「メンバーがランダムに引いた3枚以上のカードに書かれたキーワードをもとに」楽器や音源を構築するという試みも行われ、実験的要素はもとより、これまでのノイバウテンの作品とは一線を画したミニマル・ミュージック的要素を強く持った作品となった。『Jewels』はのちにCDとして発売されている。
なお、サポーター向けプロジェクトPhase IIIは2007年10月7日のサポーター・フォーラムの凍結と公開フォーラムへの移行をもって終了となり、サポーター向けコンテンツについても随時閉鎖となった。
2007年2月にはneubauten.orgにて小規模かつ「広域な」イギリスツアーを4月に実施することを発表。ハノーファーを皮切りにロックフェスティバルへの参加を含め4公演が行われた。
そして、2004年の『Perpetuum Mobile』以来4年ぶりの公式アルバム 『アレス・ヴィーダー・オッフェン（原題："Alles wieder offen"）を10月に発表した。『アレス・ヴィーダー・オッフェン』はツアー活動を通して制作された楽曲を主に収録するため、サポーターに対して作られた『Jewels』とは関連性のない作品である。また、発表は従来どおり個人レーベルである「Potomak」から行ったが、世界的な流通は（ミュート・レコードとの契約が終了したため）従来の流通経路を通さず小規模なレーベルからの発売となった。さらに後日、サポーター向けプロジェクトPhase IIIで配布されるアルバムが、この『アレス・ヴィーダー・オッフェン』に数曲の追加トラックを織り交ぜたものだということが判明した。『アレス・ヴィーダー・オッフェン』からはビデオクリップ『ナゴルノ・カラバフ（原題："Nagorny Karabach"）』が製作されている。
サポーター向けプロジェクトPhase IIIに関連して、前述の『アレス・ヴィーダー・オッフェン』サポーター限定バージョンの他に、希望者に対しては『Jewels』の製作風景を収めたDVDが配布されている。
日本では『アレス・ヴィーダー・オッフェン』と、1980年代の5作品がCD化され発売された。
2007年11月にはブリクサがプロモーションのため来日。インタビューの中でブリクサは、ノイバウテンは『アレス・ヴィーダー・オッフェン』に続く新作を既に手がけており、完成に近づいていることを明かしたが、2014年の『LAMENT』の発表（後述）までスタジオアルバムは一切発表されなかった。
その後2008年3月から断続的にツアーを行っており、活動30周年となる2010年も欧州を中心にツアーを行っていた。
2010年10月には『Strategies Against Architecture IV』が発売された。2002年から2010年までの活動を総括したこの作品も、2枚組という容量になった。なお、ミュート・レコード時代の音源（『Perpetuum Mobile』）が含まれているため、発売はミュート・レコードからとなっている。

### 2010年以降-
2011年、『Silence Is Sexy』をミュート･レコードからではなく（バンド所有のレーベルである）Potomakから再発。再発分では2枚組に分けられていた作品が1枚に収められている。
2014年5月、バンドはウェブサイトにて新しい音源による新作の製作にとりかかったことを突如公表し、11月に『LAMENT』を発表した。これは第一次世界大戦をモチーフにしたものである。なお、このアルバムの発表はジャケットの記述によると「ミュート･レコードとBMGがアインシュテュルツェンデ･ノイバウテンから専属契約を受けて（アルバムを販売して）いる」となっており、販売はBMGからとなっている（なおノイバウテンのみならず、ミュート・レコードの主なアーティストであるニック・ケイヴ・アンド・ザ・バッドシーズやデペッシュ・モードなども同様ないし類似した方法で、レーベルと一線を引きつつ出版契約を結び、作品を発表している）。
2016年8月、バンドは2016年11月に『Greatest Hits』を発売するとウェブサイトで発表した。これはバンドの35年にわたる作品群の中から馴染み深い楽曲を取り上げる（一般的な「グレイテスト・ヒッツの様式）だけでなく、新しく録音されたもの（『嘘博物館（原題：Haus der Lüge）』が含まれた。現在（2016年9月）の時点では、限定版を含めたLP盤2種類と、CDの3種類が発売された。
2018年4月、サポータープロジェクト IIIの配布物であった『Grundstück』が一般発売された。
2019年3月21日、サポータープロジェクト IVが開始。今回はクラウドファンディング的な手法を取り、最小の5ドル（サポーターコミュニティへの参加など）から、最高で100ドル（アルバム発表後にブリクサの自筆による歌詞などが収録された書籍など）まで設定されている。

## メンバー
担当は基本的にライブ時のものである。アルバムのレコーディング時には各々パーカッションやコーラスなども担当する。
- ブリクサ・バーゲルト (Blixa Bargeld)  - ボーカル、ギター、キーボード (1980年- )
- N.U.ウンルー (N.U. Unruh)  - パーカッション(1980年- )（本名のAndrew Chudyのほか、Andrew Unruhと記される時もある）
- グートルン・グート（英語版） (Gudrun Gut)  - シンセサイザー (1980年)（ベアテ・バルテルとともにMania D結成後、マラリア!として活動）
- ベアテ・バルテル（ドイツ語版） (Beate Bartel)  - ベース (1980年)（リエゾン・ダンジェルーズの創設メンバー）
- アレクサンダー・ハッケ (Alexander Hacke)  - 1980年加入、ギター (1981年-1994年)、ベース(1994年-)、キーボード（Alexander von Borsigの名でも知られる）
- F.M.アインハイト (F.M. Einheit)  - パーカッション (1981年-1995年)
- マーク・チュン (Marc Chung)  - ベース (1981年-1994年)
- ローランド・ヴォルフ (Roland Wolf)  - キーボード、ベース (1995年)（加入した直後に自動車事故により死去）
- ヨッヘン・アルベイト (Jochen Arbeit)  - ギター (1997年- )
- ルドルフ・モーザー (Rudolf Moser)  - パーカッション (1997年- )
- アッシュ・ウェンズデイ (Ash Wednesday)  - キーボード、電子楽器 (ライブのみ、1997年- )

## ディスコグラフィ

### アルバム
- 『コラプス（崩壊）』 - Kollaps (1981年)
- 『患者O.T.のスケッチ』 - Zeichnungen des Patienten O. T.  (1983年)
- 『半分人間』 - Halber Mensch (1985年)
- 『上向地震波上五』 - Fünf Auf der Nach Oben Offenen Richterskala (1987年)
- 『嘘の館』 - Haus der Lüge (1989年)
- 『タブラ・ラサ』 - Tabula Rasa (1993年)
- 『エンデ・ノイ』 - Ende Neu (1996年)
- Silence Is Sexy (2000年)
- Perpetuum Mobile (2004年)
- 『アレス・ヴィーダー・オッフェン』 - Alles wieder offen (2007年)
- LAMENT (2014年)
- Alles in Allem (2020年)
- Rampen: apm (alien pop music) (2024年)

### その他のアルバム
コンピレーション、ライブ・アルバム、サウンドトラックなど。
- Stahlmusik (1980年)
- Stahldubversions (1982年)
- 1981/1982 Livematerial alias Liveaufnahmen 07/81 bis 02/82  (1982年)
- Strategies Against Architecture 80-83 (Strategien gegen Architekturen 80-83) (1984年)
- 2X4 (1984年) (ライブ・アルバム)
- Die Hamletmaschine (1991年) (ラジオ演劇用サウンドトラック)
- Strategies Against Architecture II (1991年) (2枚組)
- 『ファウストムジーク』 - Faustmusik (1996年) (ラジオ演劇用サウンドトラック)
- 『エンデ・ノイ・リミクシーズ』 - Ende Neu Remixes (1997年)
- Berlin Babylon (2001年) (統一以降のベルリンの都市計画を追った同名ドキュメント映画のサントラ)
- Strategies Against Architecture III (2001年) (2枚組)
- 09-15-2000, Brussels (2001年) (2枚組ライブ・アルバム)
- Gemini (2003年) (2枚組ライブ・アルバム、ダウンロード販売限定)
- Supporter Album #1 (2003年) (第一期サポーター限定配布)
- Numerous live albums from the Perpetuum Mobile Tour (2004年2月-5月) (会場ごとのライブ・アルバム)
- Kalte Sterne -early recordings- (2004年) (初期シングル集)
- Grundstück (2005年、2018年) (第二期サポーター限定配布、のちに一般発売)
- musterhaus:Anarchitektur (2005年) (定期購入およびツアー会場で販売、のちに通信販売)
- musterhaus:Unglaublicher Lärm (2005年) (定期購入およびツアー会場で販売、のちに通信販売)
- Numerous live albums from the 25th Anniversary Tour (2005年3月-4月) (会場ごとのライブ・アルバム)
- musterhaus:Solo Bassfeder (2005年) (定期購入限定、のちに通信販売)
- musterhaus:Redux Orchestra vs. Einstürzende Neubauten (2006年) (定期購入限定、のちに通信販売)
- musterhaus:Kassetten (2006年) (定期購入限定、のちに通信販売)
- Alles Was Irgendwie Nützt (2006年) (neubauten.org で販売)
- musterhaus:Klaviermusik(2006年) (定期購入限定、のちに通信販売)
- Jewels (2006年-2007年) (第三期サポーター限定ダウンロード配布、のちに一般販売)
- musterhaus:Stimmen Reste (2006年) (定期購入限定、のちに通信販売)
- musterhaus:Weingeister (2007年) (定期購入限定、のちに通信販売)
- Alles wieder offen (SUPPORTER EDITION) (2007年) (第三期サポーター限定配布)
- Strategies Against Architecture IV (2010年) (2枚組)